# Bastian Steger
Bastian Steger (n. 19 martie 1981, Oberviechtach, Bavaria, Germania) este un jucător de tenis de masă german, medaliat olimpic. A participat la 2 ediții ale Jocurilor Olimpice (2012, 2016) în care a câștigat o medalie de bronz.